# Heart of the night
Heart of the night is het achttiende muziekalbum Spyro Gyra. Opnieuw was de Beartrackstudio te Suffern de plaats van opnamen. Oerlid Dave Samuels kwam steeds verder van de band af te staan, hij stapte over naar het platenlabel Heads up en deed hier nog maar op vier tracks mee. Het album betekende wel een hernieuwde kennismaking met Randy Brecker, die de band ook begeleidde bij hun eerste albums.

## Musici
- Jay Beckenstein – saxofoons
- Tom Schuman – toetsinstrumenten
- Julio Fernandez – gitaar, zang op De La Luz
- Scott Ambush – basgitaar
- Joel Rosenblatt – slagwerk

Met
- Bashiri Johnson – percussie
- Dave Samuels – vibrafoon, marimba op tracks 2, 7,9 en 10
- Randy Brecker – trompet op 4
- Steve Skinner – programmeerwerk op 1
- Vaneese Thomas, Porter Carroll – zang op 1
- Jesse Levy, Eugene J. Moye jr. – celli op 2 ,9 en 12
- No Sweat Horns (Scott Kreitzer saxofoon/fluit, Barry Danielian trompet, Randy Andos trombone)

## Muziek
| Nr. | Titel                                | Duur |
| --- | ------------------------------------ | ---- |
| 1.  | Heart of the night (Beckenstein)     | 4:34 |
| 2.  | De la Luz (Fernandez)                | 5:14 |
| 3.  | Westwood moon (Schuman)              | 4:56 |
| 4.  | Midnight (Jeremy Wall)               | 4:26 |
| 5.  | Playtime (Beckenstein)               | 4:34 |
| 6.  | Surrender (Beckenstein)              | 4:47 |
| 7.  | Valentino’s (Schuman)                | 4:56 |
| 8.  | Believe (Fernandez)                  | 5:11 |
| 9.  | As we sleep (Ambush)                 | 4:58 |
| 10. | When evening falls (Beckenstein)     | 4:59 |
| 11. | J. Squared (Beckenstein, Rosenblatt) | 4:49 |
| 12. | Best thing (Wall)                    | 4:34 |